# Jan Roeland
Jan Roeland (IJsselmuiden, 12 februari 1935 – Amsterdam, 7 november 2016) was een Nederlands kunstschilder. 
Roeland gebruikte voor zijn werk alledaagse objecten als thema's: enveloppen, messen, hamers, planten en dergelijke. Deze voorwerpen zijn sterk versimpeld weergegeven op doeken van bescheiden huiskamerformaat. Hij werkte in meerdere lagen olieverf, die zodanig geconcentreerd werd aangebracht dat de geometrie en het picturale sterk op de voorgrond traden. Het werk is zowel figuratief als - door de sterke schematisering en vereenvoudiging van de afgebeelde voorwerpen - abstract en doet soms enigszins laconiek en humoristisch aan.
Jan Roeland gaf onder andere les aan de Academie voor beeldende kunst in Enschede en aan de Rijksacademie in zijn woonplaats Amsterdam, waar hij sinds 1959 woonachtig was.
Zijn nieuwe werk was tussen 1984 en 1994 regelmatig te zien in Galerie Espace in Amsterdam, nadien bij Galerie Nouvelles Images in Den Haag en bij Slewe Gallery in Amsterdam. 
In 1981 werd de Jeanne Oosting Prijs aan hem toegekend, in 1998 won hij de Sandbergprijs. In 1997 en in 2007 werden monografische publicaties over zijn oeuvre gepubliceerd.
Zijn werk is onder andere opgenomen in de collecties van het Stedelijk Museum in Amsterdam, het Van Abbemuseum in Eindhoven, het Rijksmuseum Twenthe in Enschede, het Dordrechts Museum in Dordrecht en het Stedelijk Museum Schiedam in Schiedam.
De laatste tentoonstelling waaraan Roeland zelf meewerkte was eind 2016 samen met Armando, Klaas Gubbels en Cherry Duyns bij Galerie Christian Ouwens in Rotterdam. 